# Faille
Il faille o faglia è un tessuto, una qualità di taffetà che si presenta più rigido, abbastanza sostenuto, riconoscibile per rilievi e costine in trama. Può essere realizzato in seta o materiale sintetico. Viene utilizzato per la confezione di abbigliamento femminile elegante, in particolare per abiti da sera.